# La Novella (Pacs del Penedès)
La Novella és una obra de Pacs del Penedès (Alt Penedès) inclosa a l'Inventari del Patrimoni Arquitectònic de Catalunya.

## Descripció
La Novella és una masia situada al barri de la Serra, a la part més elevada del terme municipal de Pacs del Penedès. Es tracta d'un conjunt de construccions organitzades orgànicament. El cos principal consta de planta baixa, pis i golfes amb coberta a dues aigües. La façana, d'estructura senzilla, presenta com a elements remarcables el portal principal i el ràfec de la teulada, amb decoracions de fusta. A l'interior de la porta d'accés de la teulada, amb decoracions de fusta. A l'interior de la porta d'accés hi ha dues columnes jòniques. Adossats a aquest cos hi ha altres edificis agrícoles.